# Csin-dinasztia (1115–1234)
A Csin-dinasztia (1115–1234, dzsürcsi: Anchu, Aisin Gurun; kínai: 金朝; pinjin: Jīn cháo; magyaros átírás: Csin-dinasztia), IPA: tɕîn tʂʰɑ̌ʊ̯; kitaj nyelven: Nik, Niku) dzsürcsi dinasztia volt a mai Kína északi részén. A dzsürcsik Van-jen (完顏, Wán-yán) törzse alapította. Ők voltak az ősei a mandzsuknak, akik 500 évvel később megalapították a Csing-dinasztiát. Nevüket latin betűs átírásban Jinn-nek vagy Kin-nek is írja a nemzetközi szakirodalom a korábbi két Csin-dinasztiától való megkülönböztetés érdekében.

## A dzsürcsi Csin-dinasztia megszületése
A dzsürcsik a tungúz népekhez tartoznak, a mai Harbintól délkeletre, az Asen folyó vidékén éltek, és vadászó-földműves életmódot folytattak. Nevük a kínai forrásokban nucsen (女真 nǚzhēn) és nucse (女直, nǚzhí), Marco Polónál csorcsa, saját elnevezésük ĵuše vagy ĵušen volt.[forrás?]
A 10. században a kitajok fennhatósága alá kerültek. Ezt követően egyre jobban megerősödtek, és 1019-ben megtámadták a japán Iki (壱岐), Cusima (対馬) és Kjúsú (九州) szigeteket, de a támadásukat visszaverték.[forrás?] 1115-ben, a Van-jen (完顔, Wán-yán) családból származó Aguda (阿骨打) vezetésével fellázadtak a kitaj uralom ellen, és Aguda Hujningban (会寧府) a császári trónra lépve országának a kínaiban arany jelentésű Csin (金), pontosabbanː Da Csin Kuo (Nagy Arany ország, 大金 国, dà jīn guó) nevet adta. Az eseményeket látva a Szung-dinasztia (宋) uralkodója tengeri úton követet küldött a Csin Birodalomba, szövetséget ajánlva a Liao-dinasztia (遼) megdöntéséhez. A Csin-dinasztia elfogadta a felkérést, és sorozatos győzelmeket aratva a kitaj seregek fölött behatoltak a Jenjün (燕雲, Yàn yún) területekre.[forrás?]
1125-ben, a trónon Agudát követő Taj Cung (太宗, Tàizōng) uralkodása alatt semmisítették meg a Liao-dinasztiát és ejtették fogságba a liao Tien Co (天祚, Tiān zuò) kitaj császárt. Ekkor a kitaj császári családhoz tartozó Jelü Tasi (耶律大石, Yélǜ dàshí) sikeresen elkerülve a dzsürcsi seregeket nyugatra menekült, és a Csu folyó déli partján 1132-ben létrehozta a Karakitaj Kánságot (西遼), más néven Nyugati Liao birodalmat. Ez a birodalom egészen a 13. század elejéig fennmaradt.[forrás?]

## A dzsürcsi-kínai háború
A kitajok legyőzése után, a jenjüni tartományok hovatartozásáról folytatott vita során kitört a háború a Csin- és a Szung-dinasztia között. 1127-ben a dzsürcsik bevették Kajfenget, a Szung-dinasztia fővárosát, és fogságba ejtették Huj-cung (徽宗, Huī-zōng) és Csin-cung (欽宗, Qīn-zōng) excsászárt 3000 emberrel együtt. Huj-cung (欽宗) öccse, Kao-cung (高宗, Gāo-zōng) elmenekült, és megpróbálta feléleszteni a Szung-dinasztiát. Azonban a dzsürcsik elfoglalták Hopejt (河北), Sanhszit (山西), Honant (河南) és Senhszit (陝西) is. Az utóbbi két területen a dzsürcsik nekik hűséges császárt neveztek ki, így ezek a területek egyelőre elkerülték a közvetlen dzsürcsi uralmat. Taj Cung (太宗, Tài Zōng) halála után Hszi Cung (熙宗, Xī Zōng) került a trónra, aki a báb-uralkodót félreállítva uralma alá vonta ezeket a területeket is. 1142-ben megkötötték a Szung-dinasztiával a békeszerződést, és a határt keleten a Huaj-folyónál, nyugaton pedig a Taszan-hágónál (大散関, Dà sàn-guān; Senhszi tartomány) húzták meg. A Szung császár évente küldött ezüstből és selyemből álló adóajándékot a Csin-dinasztiának.[forrás?]

## A Csin-dinasztia hanyatlása
A dzsürcsik Észak-Kínába való húzódása a negyedik császár, Haj-ling Vang (海隆王) uralma idején ment végbe.[forrás?] 1153-ban Hujningból (会寧府) áttették a fővárost a stratégiai jelentőséggel bíró észak-kínai Csongtuba (燕京, Zhōng dōu; ma Peking része). Az ötödik császár, Si Cung (世宗, Shì Zōng) uralkodása idején szüntették meg a kínai lakosság ügyeit intéző kancelláriát, és így az adminisztrációs rendszer egységessé vált. Mivel a Kínába bevándorló dzsürcsik egyre jobban elkínaiasodtak, a császár ezt úgy próbálta megakadályozni, hogy bevezette a vizsgarendszert, valamint ösztönözte a konfucianista művek dzsürcsire történő fordítását. A Csin-dinasztia kultúrája a hatodik császár, Csang Cung (章宗, Zhāng Zōng) idején érte el a virágzásának tetőfokát, de ekkor kezdődtek meg a Hingan-környéki mongol törzsek támadásai is. A támadások előidézték a pénzügyi rendszer összeomlását és a folyószabályozás félbehagyását. Az ezt követő árvizek után viszály tört ki a dzsürcsik és a kínaiak között. Mivel a császári udvar a dzsürcsik érdekeit tartotta szem előtt, a kínaiak elégedetlensége egyre fokozódott. Ezt a helyzetet kihasználva, a Szung-dinasztia megszegte a békeszerződést, és megtámadta a Csin-dinasztiát. A kínai seregeket nagy nehézségek árán visszaverték és békét kötöttek, de ekkorra a Csin-dinasztia pénzügyi helyzete menthetetlenné vált.[forrás?]
1211-ben, a hetedik császár Van-jen Jung-csi ( 完颜永济, Wán-yán Yǒng-jì) uralkodása idején megütköztek a Dzsingisz kán vezette mongol seregekkel, de Csongtut feladni kényszerültek, és a fővárost 1214-ben áttették Kajfengbe. 1234-ben a mongol és Szung-seregek együttes támadása megpecsételte a Csin-dinasztia sorsát, és a mongolok megszállása alá kerültek.
A Csin- majd a Jüan-dinasztia bukása után is éltek dzsürcsi törzsek Mandzsúriában, és nyelvük szerepelt a kínai tolmácsiskolákban.[forrás?]

### Magyar nyelvű
- Vásáry István: A régi Belső-Ázsia története
- A mongolok titkos története. Fordította Ligeti Lajos. [www.terebess.hu/keletkultinfo/titkos.hu Elektronikus kiadás: Terebess Ázsia E-Tár]
- Marco Polo utazásai. Fordította: Vajda Endre. Gondolat könyvkiadó, Budapest 1984

### Japán nyelvű
- 世界歴史シリーズ１２　モンゴル帝国　世界文化社　1972